# Chevrières (Oise)
Chevrières ist eine französische Gemeinde mit 2.017 Einwohnern (Stand: 1. Januar 2022) im Département Oise in der Region Hauts-de-France. Sie gehört zum Arrondissement Compiègne und zum Kanton Estrées-Saint-Denis. 

## Geografie
Die Gemeinde Chevrières liegt etwa zwölf Kilometer südwestlich von Compiègne im Tal der Oise. Umgeben wird Chevrières von den Nachbargemeinden Grandfresnoy im Nordwesten und Norden, Le Fayel im Nordosten, Longueil-Sainte-Marie im Osten und Süden sowie Houdancourt im Westen. Durch den Osten der Gemeinde führt die Autoroute A1, im Norden befindet sich eine Zuckerfabrik.

## Bevölkerungsentwicklung
| Jahr                       | 1962 | 1968 | 1975 | 1982 | 1990 | 1999 | 2006 | 2012 | 2021 |
| -------------------------- | ---- | ---- | ---- | ---- | ---- | ---- | ---- | ---- | ---- |
| Einwohner                  | 1222 | 1264 | 1535 | 1605 | 1575 | 1632 | 1710 | 1839 | 2005 |
| Quellen: Cassini und INSEE |      |      |      |      |      |      |      |      |      |

## Sehenswürdigkeiten
- Kirche Saint-Georges, Monument historique seit 1920

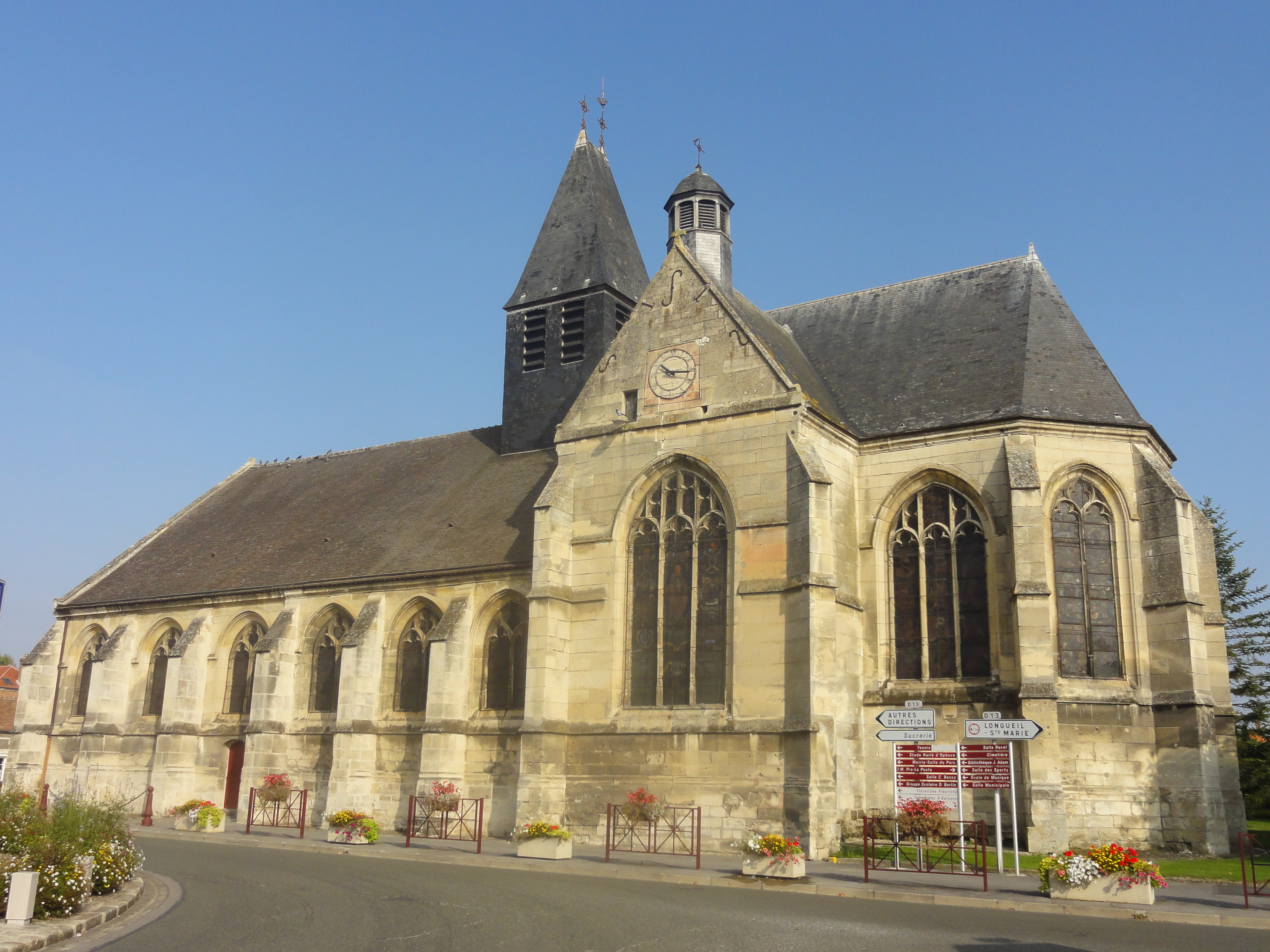
Kirche Saint-Georges
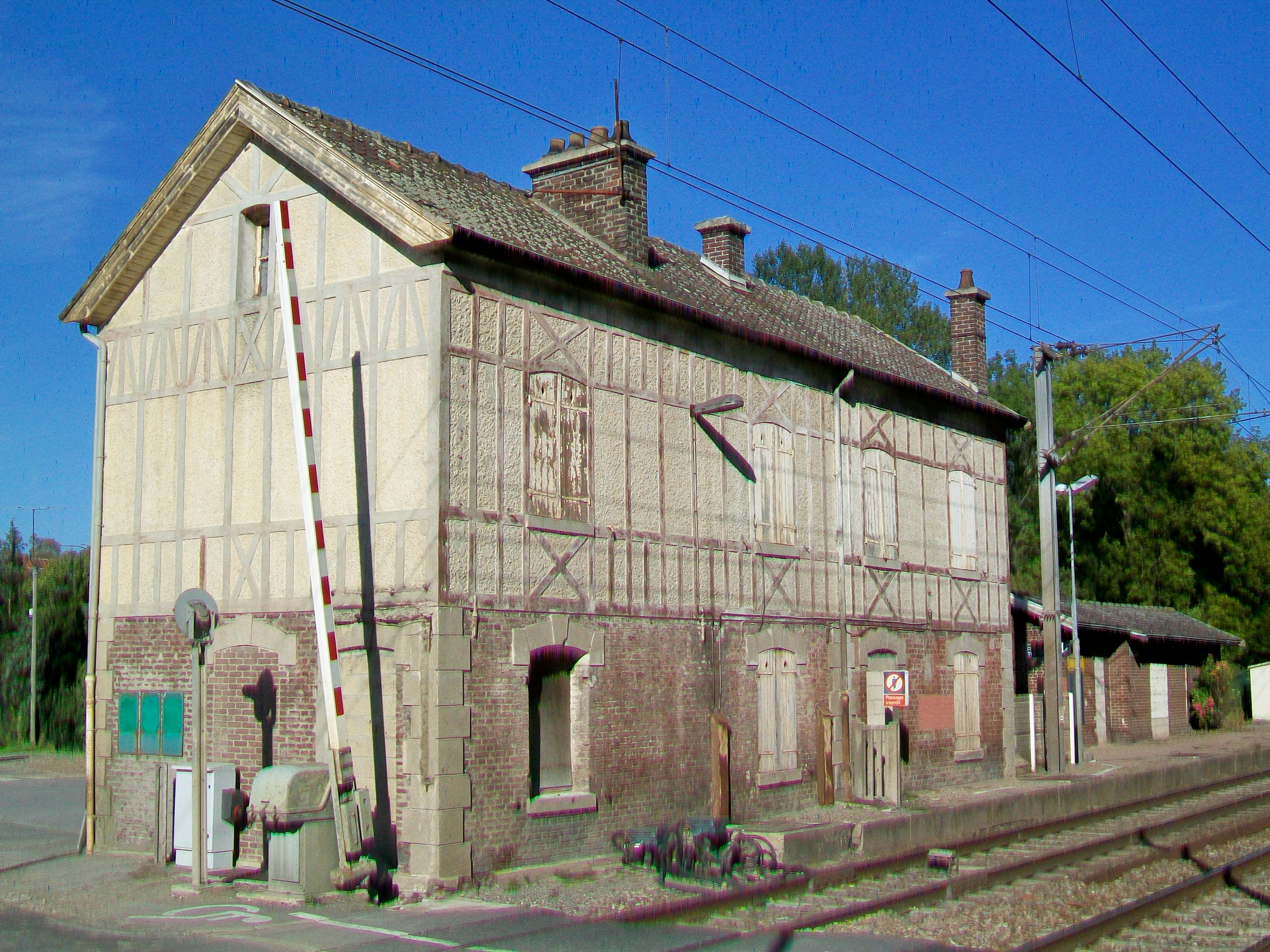
Ehemaliges Bahnhofsgebäude
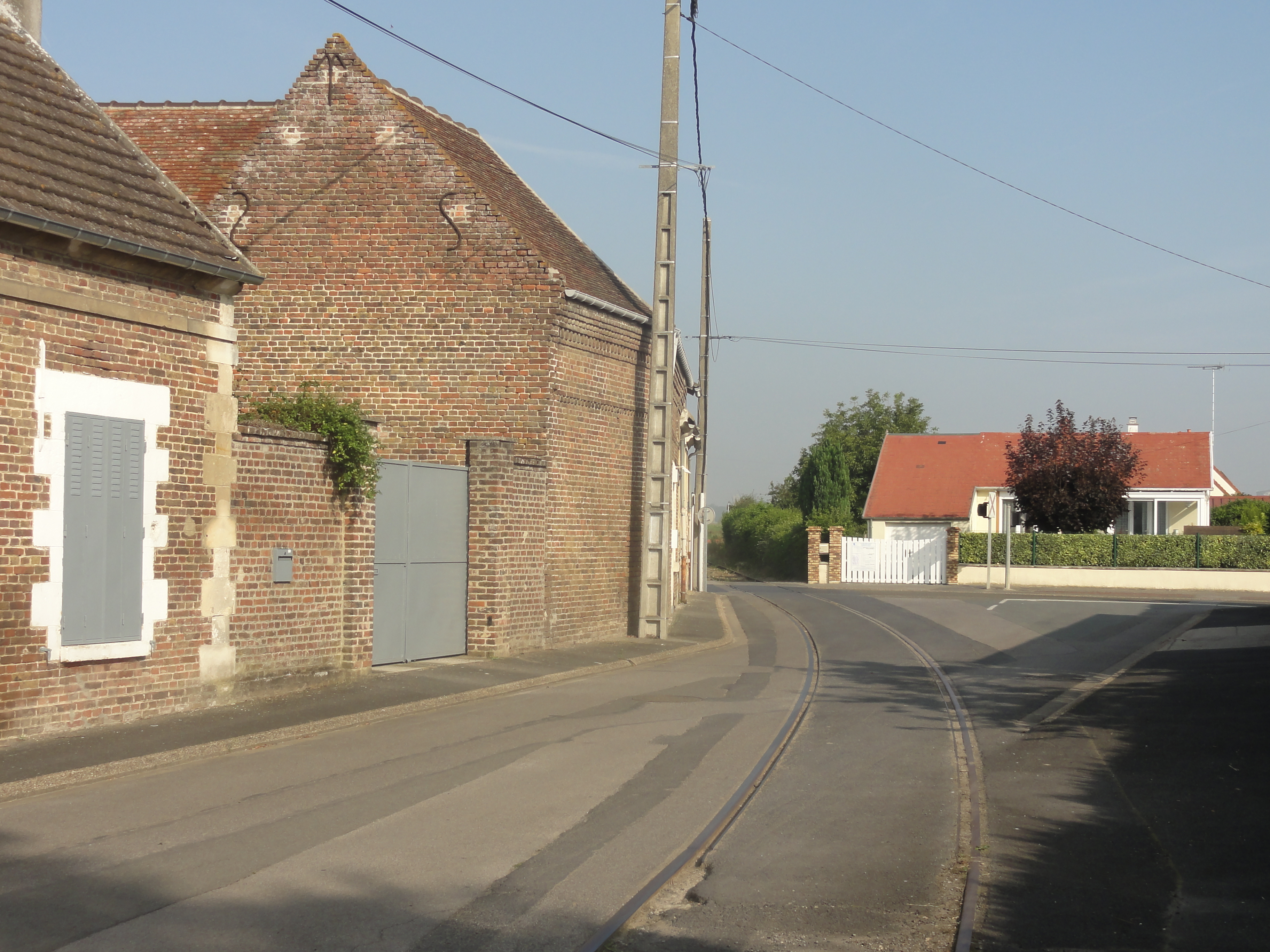
Ehemaliges Anschlussgleis zur Zuckerfabrik
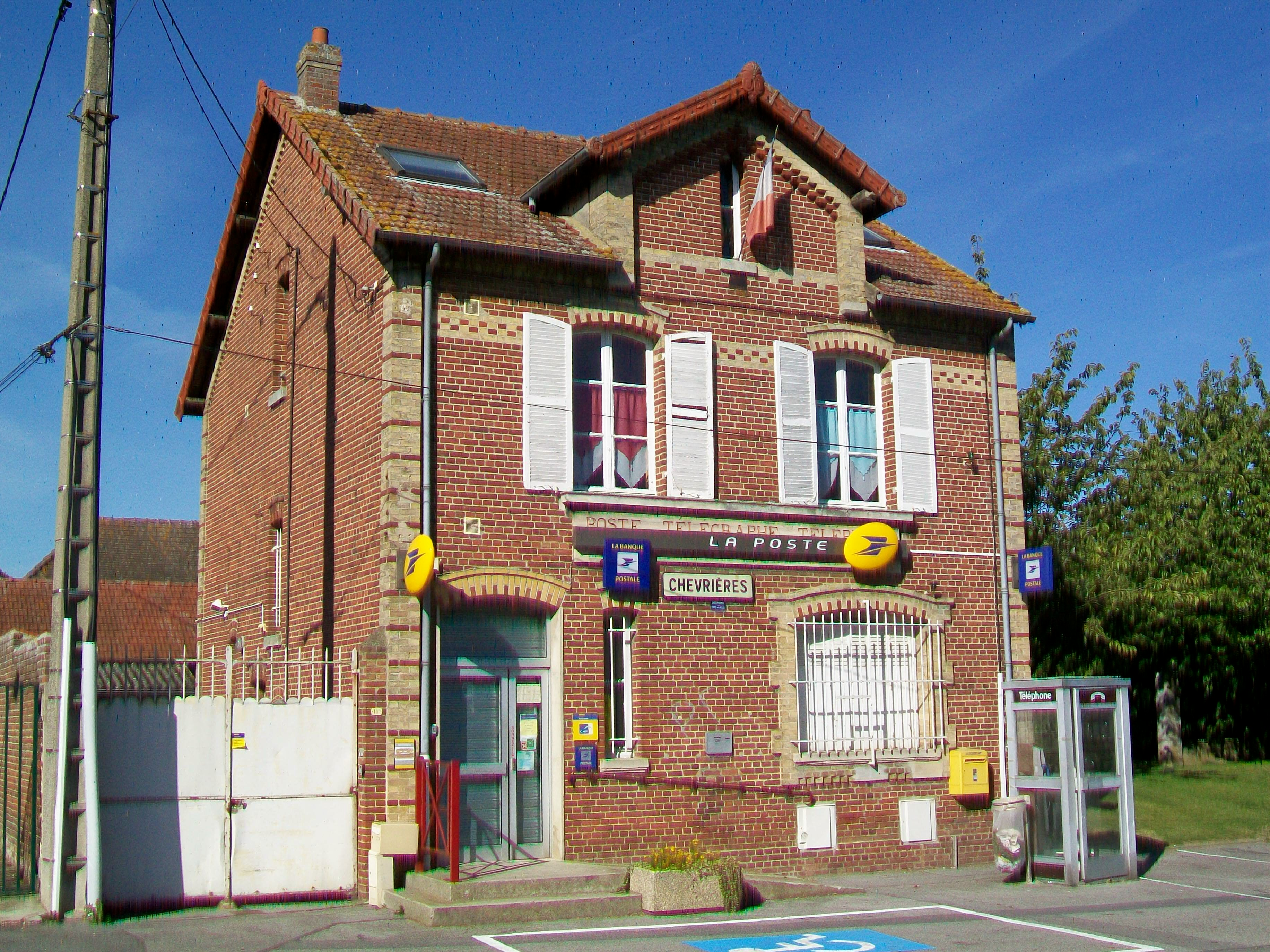
Postamt
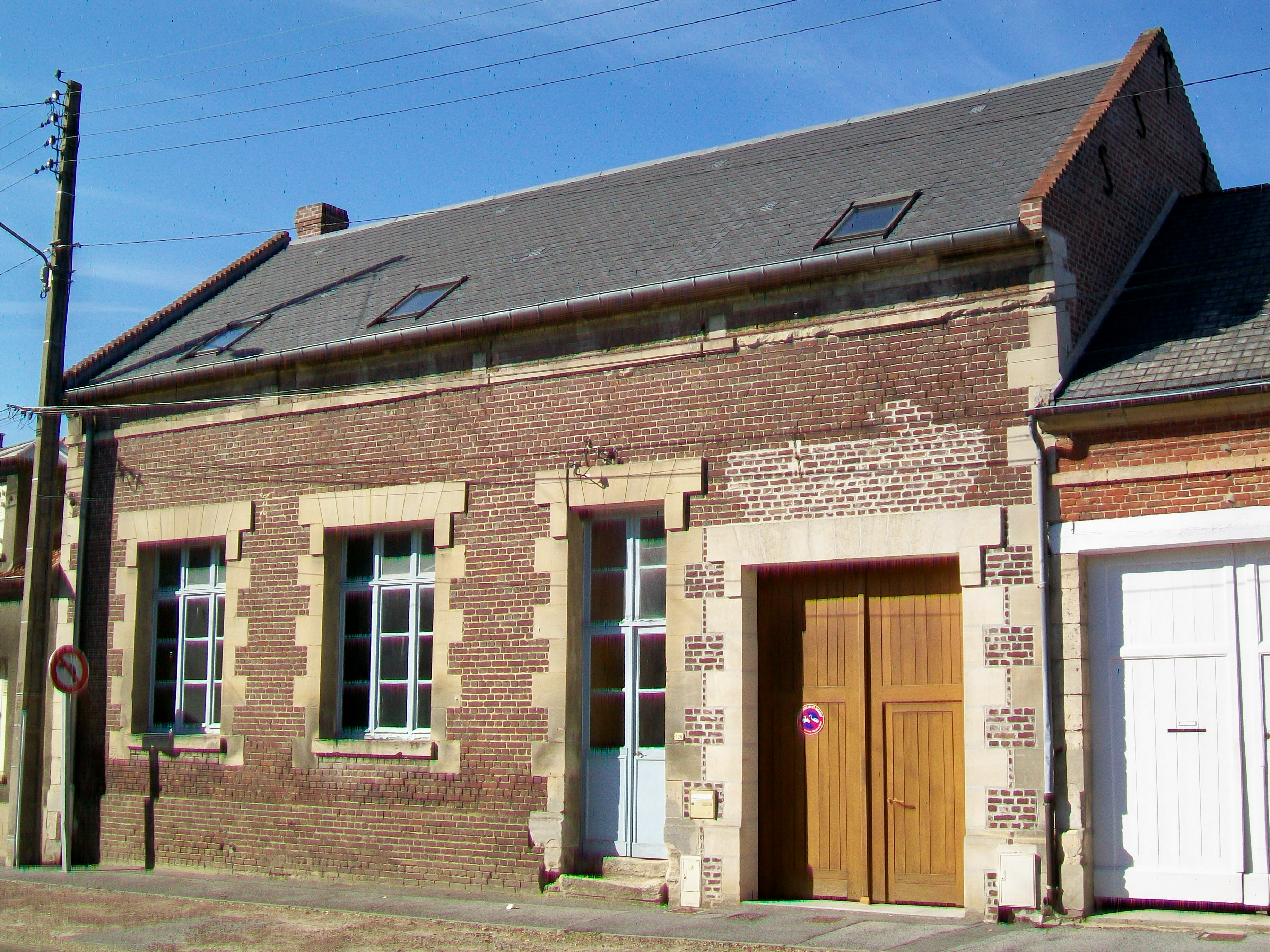
Ehemalige Schule
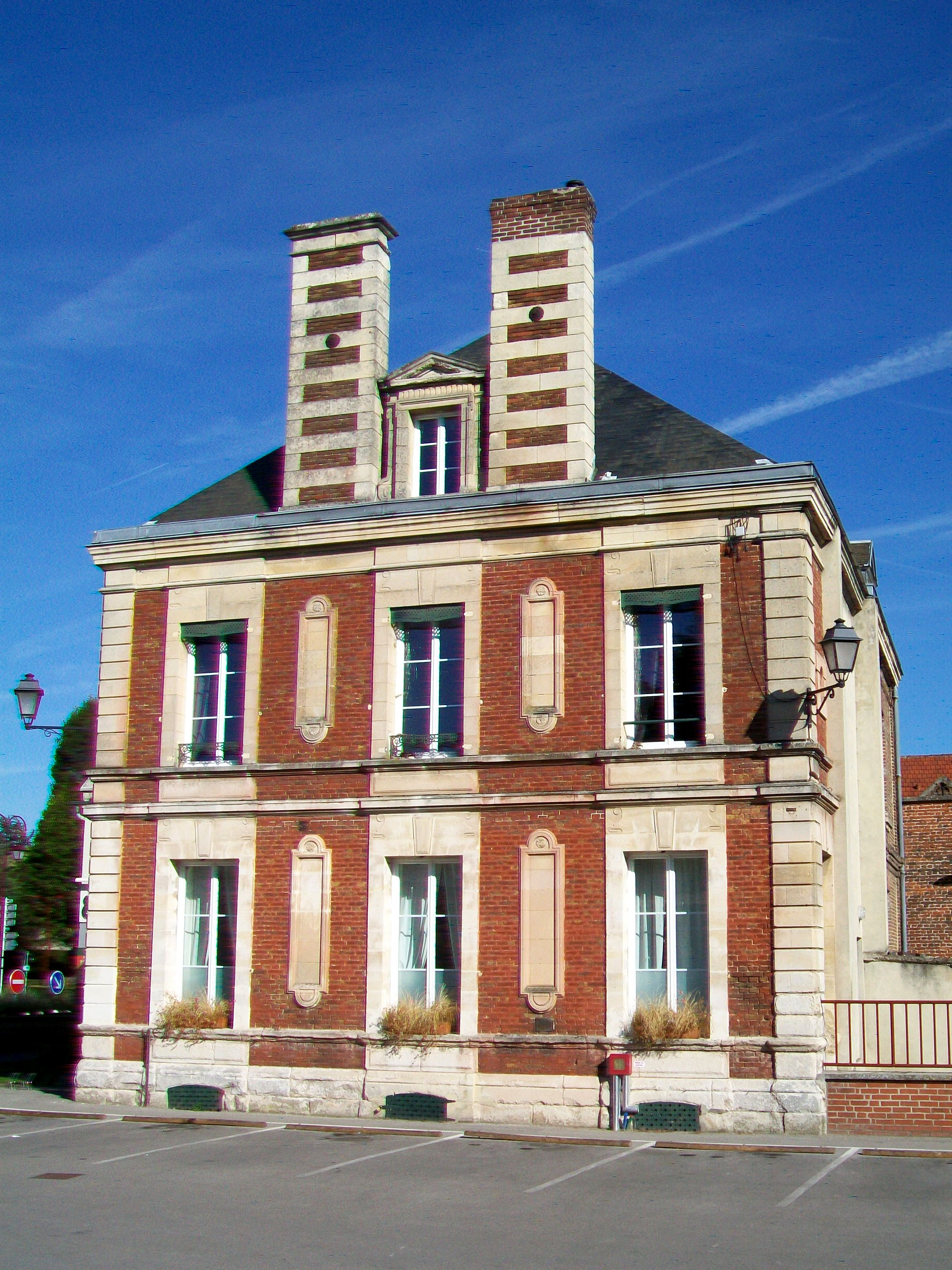
Musikschule
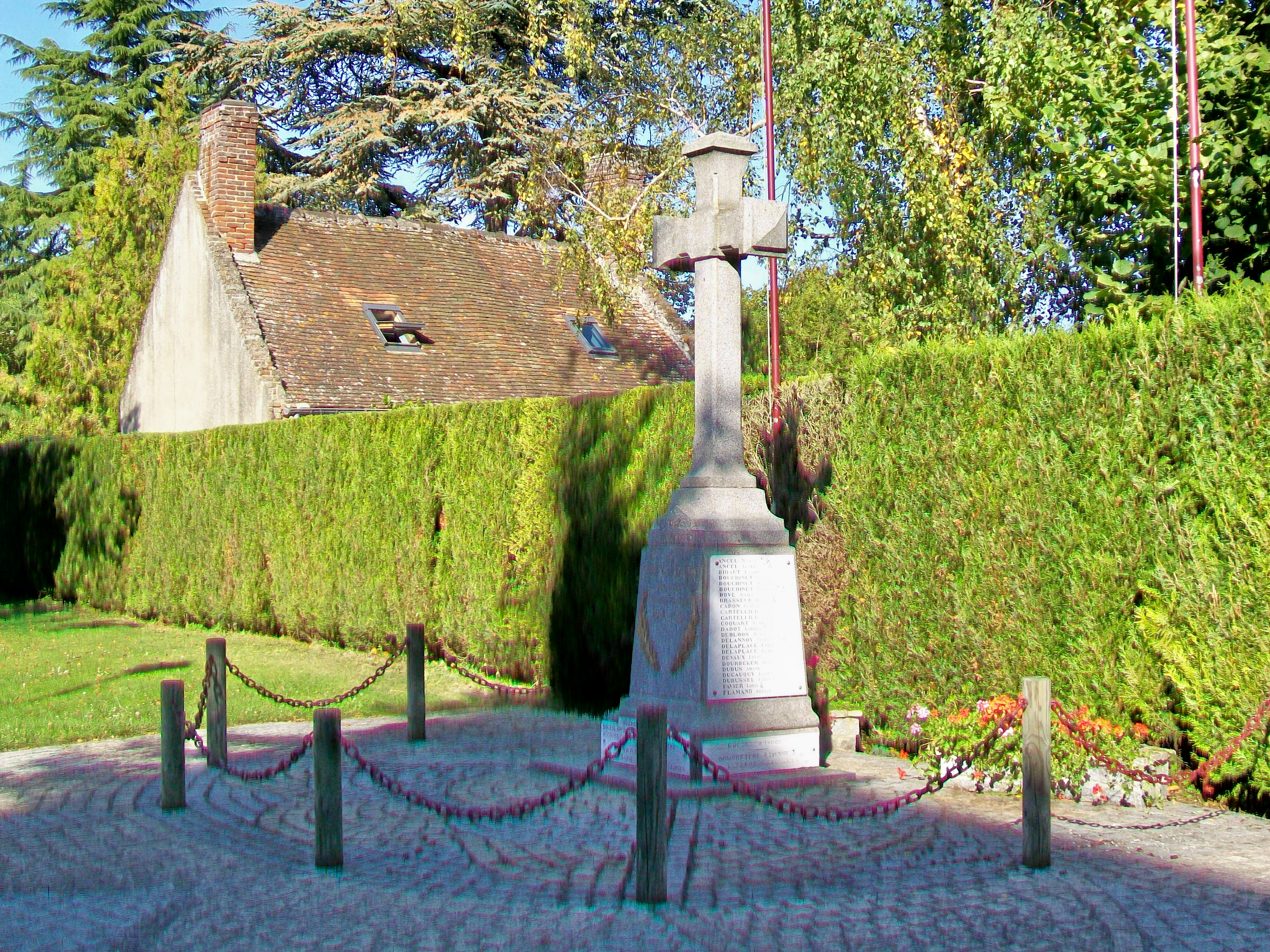
Gefallenendenkmal